# Codice ATC N04
Il codice ATC N04 "Farmaci antiparkinsoniani" è un sottogruppo terapeutico del sistema di classificazione Anatomico Terapeutico e Chimico, un sistema di codici alfanumerici sviluppato dall'OMS per la classificazione dei farmaci e altri prodotti medici. Il sottogruppo N04 fa parte del gruppo anatomico N dei disturbi del Sistema nervoso.
Codici per uso veterinario (codici ATCvet) possono essere creati ponendo la lettera Q di fronte al codice ATC umano: QN04 ...
Numeri nazionali della classificazione ATC possono includere codici aggiuntivi non presenti in questa lista, che segue la versione OMS.

## N04A Agenti anticolinergici

### N04AA Ammine terziarie
N04AA01 Triesifenidile
N04AA02 Biperidene
N04AA03 Metixene
N04AA04 Prociclidina
N04AA05 Profenamina
N04AA08 Dexetimide
N04AA09 Fenglutarimide
N04AA10 Mazaticolo
N04AA11 Bornaprina
N04AA12 Tropatepina

### N04AB Eteri chimicamente correlati agli antistaminici
N04AB01 Etanautina
N04AB02 Orfenadrina (cloride)

### N04AC Eteri delle tropine o dei derivati delle tropine
N04AC01 Benztropina
N04AC30 Etibenzatropina

## N04B Agenti dopaminergici

### N04BA Dopa e derivati del dopa
N04BA01 Levodopa
N04BA02 Levodopa e inibitori delle decarbossilasi
N04BA03 Levodopa,  inibitori delle decarbossilasi e COMT
N04BA04 Melevodopa
N04BA05 Melevodopa e  inibitori delle decarbossilasi
N04BA06 Etilevodopa e  inibitori delle decarbossilasi

### N04BB Derivati dell'adamantano
N04BB01 Amantadina

### N04BC Agonisti della dopamina
N04BC01 Bromocriptina
N04BC02 Pergolide
N04BC03 Diidroergocriptina mesilato
N04BC04 Ropinirolo
N04BC05 Pramipexolo
N04BC06 Cabergolina
N04BC07 Apomorfina
N04BC08 Piribedil
N04BC09 Rotigotina

### N04BD Inibitori delle monoamino ossidasi B
N04BD01 Selegilina
N04BD02 Rasagilina
N04BD03 Safinamide

### N04BX Altri agenti dopaminergici
N04BX01 Tolcapone
N04BX02 Entacapone
N04BX03 Budipina